# Mat' Marija
Mat' Marija (Мать Мария) è un film del 1982 diretto da Sergej Nikolaevič Kolosov.

## Trama
Il film racconta la vita della poetessa russa Elizaveta Kuz'mina-Karavaeva, finita in esilio, divenne suora e cambiò il suo nome in Marija.